# Forbes George Vernon
Pour les articles homonymes, voir Vernon.
Forbes George Vernon (21 août 1843-20 janvier 1911) est un homme politique canadien de la Colombie-Britannique. Il est député provincial indépendant de la circonscription britanno-colombienne de Yale de 1875 à 1882 et de 1886 à 1894.

## Biographie
En mars 1863, Vernon écrit au Colonial Office au sujet de la possibilité pour la gradé militaire ayant au moins le rang de capitaine d'avoir une concession gratuite d'une terre de 1 440 acres (6 km²) en Colombie-Britannique. Après s'petre installé avec son frère ainé, Charles Albert Vernon (1840-1906), et son ami, Charles Frederick Hought. Initialement, la concession de Vernon était de 160 acres (0,6 km²) à proximité de la ville ayant son nom, s'agrandit de 13 000 acres (53 km²) à Coldstream qu'il achète de Lord Aberdeen en 1891.
En 1876, il est nommé commissaire en chef des Terres et des Travaux dans le cabinet provincial et sert à ce poste jusqu'en 1878. Il reprend cette position de 1887 à 1894. 
Après sa retraite de la politique, il est Agent-général de la province à Londres de 1895 à 1899.